# Politikens filmjournal 061
|  | Denne artikel er oprettet af botten Steenthbot ud fra en ekstern database. Den kan derfor have sproglige fejl eller mangler. Denne skabelon kan fjernes efter kontrol af indholdet. |

Politikens filmjournal 061 er en dansk ugerevy fra 1950 produceret af Politikens filjournal.

## Handling
1) Galathea-ekspeditionen sejler afsted på sit 2-årige togt. Kongeparret er med ved afskeden, og viceadminral Vedel præsenterer dem for deltagerne, bl.a Niels Bohr. Prins Axel ønsker sin søn Prins Flemming en god tur. Med kommandørkaptajn Henrik Madsen ved roret står skibet ud af Københavns Havn.

2) Korea: De blodige kampe i Seoul er endt, byen er generobret. General MacArthur overgiver hovedstaden til præsident Syngman Rhee.

3) Frankrig: Sultanen af Marokko på officielt besøg hos præsident Auriol i Paris.

4) Indokina: Guerillakampene er blusset op. Franskmændene på tilbagetog.

5) Italien: Den 6-årige Maurizio Mingardi har talent som cykelrytter.

6) Tyskland: Tysk mesterskab i jordbaneløb - speedway - i Bayern. 

7) Tyskland: Mellemvægtsboksekamp i Berlin. Tyskeren Peter Müller knock-out'er sin amerikanske modstander i 1. runde.

## Medvirkende
- Kong Frederik IX
- Dronning Ingrid
- Niels Bohr